# Manasse (patriarca)
Manasse (... – ...) è stato, secondo la Bibbia, il primogenito di Giuseppe e sua moglie Asenat.
È anche il nome della tribù israelitica che da questi discende.
Giacobbe, suo nonno, lo adottò come proprio figlio. Genesi (48,12-14) racconta come Giacobbe scelse il figlio minore di Giuseppe, Efraim, piuttosto che Manasse, per benedirlo come primogenito.
La tribù di Manasse fece parte della confederazione del Nord, ed era talmente numerosa che si dovette dividere in due, stanziandosi in parti diverse e distanti della Terra promessa.